# São Gabriel da Palha
São Gabriel da Palha è un comune del Brasile nello Stato dell'Espírito Santo, parte della mesoregione del Noroeste Espírito-Santense e della microregione di Nova Venécia.